# 塩崎葵葉
塩崎 葵葉（しおざき あおば、2000年5月22日 - ）は、日本の女子バレーボール選手である。

## 来歴
滋賀県大津市出身。
近江兄弟社中学校から富山第一高等学校に進学。2018年の第70回全日本高等学校選手権大会（春高バレー）ではベスト8に進出した。
日本女子体育大学4年生の2022年11月、V.LEAGUE DIVISION2所属のJAぎふリオレーナの内定選手として発表された。12月に行われた全日本大学選手権（全日本インカレ）では準優勝となった。その後JAぎふに合流。2022-23シーズンの試合に出場しVリーグデビューを果たしている。大学卒業後の2023年4月に正式入団。
2024年3月、JAぎふを退団。7月にSVリーグの群馬グリーンウイングスに入団した。12月7日の大阪マーヴェラス戦第2セットでリリーフサーバーとして2024-25シーズン初出場となり、SVリーグデビューを果たした。

## 受賞歴
- 2019年 - 春季関東大学女子1部リーグ サーブ賞・新人賞[10]

## 所属チーム
- 近江兄弟社中学校（2013-2016年）
- 富山第一高等学校（2016-2019年）
- 日本女子体育大学（2019-2023年）
- JAぎふリオレーナ（2023-2024年）
- 群馬グリーンウイングス（2024年-）